# أنطونيو مرشيتش
أنطونيو مرشيتش هو لاعب كرة قدم كرواتي في مركز الوسط، ولد في 5 يونيو 1987 في فينكوفسي في كرواتيا. لعب مع نادي بني يهودا تل أبيب ونادي رادنيتشكي سبليت.

## وصلات خارجية
- أنطونيو مرشيتش على موقع اتحاد تركيا (لاعب) (الإنجليزية)
- أنطونيو مرشيتش على موقع قاعدة بيانات كرة القدم.إي يو (الإنجليزية)
- أنطونيو مرشيتش على موقع Soccerway.com (الإنجليزية)